# Neißeviadukt Zittau
Der Neißeviadukt Zittau, auch Neißetalviadukt genannt, ist eine Eisenbahnbrücke über die Lausitzer Neiße zwischen Deutschland und Polen bei Zittau. Der 745 Meter lange Viadukt gehört zu den größten und ältesten Eisenbahnbrücken in Deutschland. Eröffnet wurde er am 1. Dezember 1859 mit der Strecke der Zittau-Reichenberger Eisenbahn (ZRE) zwischen Zittau und Reichenberg.

## Beschreibung
Der Viadukt überspannt mit 39 Bögen das Neißetal. Er befindet sich im Stadtteil Zittau Ost sowie auf dem Gebiet der polnischen Ortschaft Porajów (Großporitsch). Er unterführt neben dem deutsch-polnischen Grenzfluss auch die Schmalspurbahn Zittau–Kurort Oybin in das Zittauer Gebirge.
Der Grenzfluss selbst wird mit lediglich zwei Bögen überspannt, wobei der mittlere auf einer Flussinsel steht. Die meisten Bögen befinden sich auf Zittauer Flur zwischen dem Ende des heranführenden Bahndamms vom Bahnhof Zittau kommend und der Lausitzer Neiße. Eine kleinere Anzahl von Bögen befindet sich auf polnischer  Seite.

## Geschichte
Am Ende des Zweiten Weltkrieges war der Zittauer Viadukt wie der benachbarte Neißeviadukt in Görlitz am 7. Mai 1945 von der Wehrmacht zur Sprengung vorgesehen, um den Vormarsch der Roten Armee aufzuhalten. Der Fahnenjunker Dietrich Scholze verhinderte die Sprengung des Viadukts und riskierte damit sein Leben. Scholze war Zugführer der Eisenbahnpioniere, die den Viadukt sprengen sollten. Er ließ die von seiner Einheit eingebauten Zündkabel und Sprengkapseln wieder entfernen und in die Lausitzer Neiße werfen.
Seit längerer Zeit setzt sich der Viadukt gleichmäßig auf gesamter Länge infolge der großflächigen Grundwasserabsenkung um den benachbarten polnischen Braunkohletagebau Turów. Seit 1990 vermessen Ingenieure jährlich den Viadukt und stellten zwischen 1990 und 2002 eine Setzung um acht Zentimeter fest. 
Der Unterhalt des Brückenbauwerks und des Gleises unterliegt DB Netz. Die Infrastrukturgrenze zum staatlichen polnischen Eisenbahninfrastrukturunternehmen PKP Polskie Linie Kolejowe (PLK) liegt einige Meter östlich des Viaduktes. Die letzte umfassende Instandsetzung erfolgte im Jahr 2002. Die Streckengeschwindigkeit auf der Brücke beträgt seitdem 90 km/h.